# Patti Page
Patti Page, właśc. Clara Ann Fowler (ur. 8 listopada 1927 w Claremore, zm. 1 stycznia 2013 w Encinitas) – amerykańska piosenkarka i jedna z najbardziej znanych artystek tradycyjnej muzyki pop.
Była najlepiej sprzedającą piosenkarką w latach 50. Sprzedanych zostało ponad 100 milionów jej płyt.

## Dyskografia
Poniższa lista przedstawia wyłącznie studyjne albumy piosenkarki. Jej pełna dyskografia, single, kompilacje oraz inne wydawnictwa opisane zostały w osobnym artykule.
- Patti Page (1950)
- Folk Song Favorites (1951)
- Christmas with Patti Page (1951)
- Tennessee Waltz (1952)
- Patti Page Sings for Romance (1954)
- Song Souvenir (1954)
- Just Patti (1954)
- Patti's Songs (1954)
- So Many Memories (1954)
- And I Thought About You (1955)
- Romance on the Range (1955)
- Manhattan Tower (1956)
- In the Land of Hi-Fi (1956)
- Music for Two in Love (1956)
- You Go to My Head (1956)
- The Voices of Patti Page (1956)
- The East Side (1957)
- The Waltz Queen (1957)
- I've Heard That Song Before (1958)
- Let's Get Away from It All (1958)
- The West Side (1959)
- On Camera...Patti Page...Favorites from TV (1959)
- Indiscretion (1959)
- I'll Remember April (1959)
- 3 Little Words (1959)
- Just a Closer Walk with Thee (1960)
- Patti Page Sings the Stars in "Elmer Gantry" (1960)
- Patti Page Sings Country & Western Golden Hits (1961)
- Go On Home (1962)
- Patti Page Sings Golden Hits of the Boys (1962)
- Say Wonderful Things (1963)
- Love After Midnight (1964)
- Hush, Hush, Sweet Charlotte (1965)
- Christmas with Patti Page (1965)
- Patti Page Sings America's Favorite Hymns (1966)
- Patti Page's Greatest Hits (1966)
- Today My Way (1967)
- Gentle on My Mind (1968)
- Honey Come Back (1970)
- I'd Rather Be Sorry (1971)
- A Touch of Country (1979)
- No Aces (1981)
- Golden Hits Volume 1 (1981)
- Golden Hits Volume 2 (1982)
- Brand New Tennessee Waltz (2000)
- Sweet Sounds of Christmas (2002)
- Best Country Songs (2008)